# Internationaux de Strasbourg 2007
Internationaux de Strasbourg 2007 — жіночий тенісний турнір, що проходив на відкритих кортах з ґрунтовим покриттям Centre Sportif de Hautepierre у Страсбургу (Франція). Це був 21-й за ліком Internationaux de Strasbourg. Належав до турнірів 3-ї категорії в рамках Туру WTA 2007. Тривав з 21 до 26 травня 2007 року. Шоста сіяна Анабель Медіна Гаррігес здобула титул в одиночному розряді й отримала 25865 доларів США.

## Фінальна частина

### Одиночний розряд
Анабель Медіна Гаррігес —  Амелі Моресмо, 6–4, 4–6, 6–4

### Парний розряд
Янь Цзи /  Чжен Цзє —  Алісія Молік /  Сунь Тяньтянь, 6–3, 6–4